# Beaufort-en-Vallée
Beaufort-en-Vallée là một xã trong vùng hành chính Pays de la Loire, thuộc tỉnh Maine-et-Loire, quận Angers, tổng Beaufort-en-Vallée. Tọa độ địa lý của xã là 47° 26' vĩ độ bắc, 00° 12' kinh độ đông. Beaufort-en-Vallée nằm trên độ cao trung bình là 25 mét trên mực nước biển, có điểm thấp nhất là 17 mét và điểm cao nhất là 51 mét. Xã có diện tích 35,66 km², dân số vào thời điểm 2005 là 5623 người; mật độ dân số là 158 người/km².

## Thông tin nhân khẩu
| 1962  | 1968  | 1975  | 1982  | 1990  | 1999  | 2005  |
| ----- | ----- | ----- | ----- | ----- | ----- | ----- |
| 3 544 | 3 623 | 4 048 | 4 720 | 5 364 | 5 390 | 5 623 |

## Nhân vật nổi tiếng
- Louis-Georges-Erasme de Contades (1704-1793) thống chế Pháp

## Địa điểm tham quan
- Nhà thờ Notre Dame (thế kỉ thứ 15)
- Viện bảo tàng Joseph Denais